# Национальная энциклопедия Узбекистана
Национа́льная энциклопе́дия Узбекиста́на (узб. Oʻzbekiston milliy ensiklopediyasi, OʻzME; Ўзбекистон миллий энциклопедияси, ЎзМЭ) — универсальное энциклопедическое издание на узбекском языке. Энциклопедия состоит из 12 томов.

## История
Государственное научное издательство «Узбекская национальная энциклопедия» издало многотомную «Национальную энциклопедию Узбекистана» в период с 1997 по 2005 год. Первый том вышел в конце 2000 года, последний — в 2005 году, дополнительный том — в 2006 году.
В 2013 году началась «заливка» в Узбекскую Википедию.

## Содержание
Национальная энциклопедия Узбекистана состоит из 12 томов. В её 11 томах опубликовано 50 тысяч статей. В каждом томе национальной энциклопедии размещено 800 до 1200 цветных и чёрно-белых иллюстраций, карт. В создании энциклопедии принимали участие около 5000 авторов, рецензентов и учёных. 12-й том целиком посвящён Республике Узбекистан.